# 대한민국 방송통신위원회
방송통신위원회(放送通信委員會)는 방송과 통신에 관한 규제와 이용자 보호 등의 업무를 수행하는 대한민국의 중앙행정기관이다. 위원장은 장관급 정무직공무원으로, 부위원장은 차관급 정무직공무원으로, 사무처장은 고위공무원단 가등급에 속하는 일반직공무원으로 보한다.

## 소관 사무
- 방송광고정책, 편성평가정책, 방송진흥기획, 방송정책기획, 지상파방송정책, 방송채널정책에 관한 사항
- 조사기획총괄, 방송통신시장조사, 방송통신이용자보호, 시청자 권익증진, 인터넷 윤리, 건전한 인터넷 이용환경 조성에 관한 사항
- 방송용 주파수 관리에 관한 사항
- 그 밖에 「방송통신위원회의 설치 및 운영에 관한 법률」 또는 다른 법률에서 위원회의 사무로 정한 사항

## 연혁
- 1981년 3월 7일: 대통령 소속으로 방송위원회 설치.[4]
- 2008년 2월 29일: 지식경제부로부터 전파·통신에 관한 사무와 정보통신부로부터 전파관리에 관한 사무를 이관받아 방송통신위원회로 개편.[5]
- 2013년 3월 23일: 방송·통신의 융합·진흥 및 전파관리, 정보통신산업에 관한 사무를 미래창조과학부로 이관.[6]

### 역대 로고

2008년부터 2016년까지 사용된 방송통신위원회 로고

## 조직
위원장 1명과 부위원장 1명을 포함한 5명의 위원으로 구성하며 각 위원은 정무직으로 보한다. 위원은 방송 및 정보통신 분야의 전문성을 고려하여 대통령이 임명한다. 5명 중 위원장을 포함한 2명은 대통령이 지명하며 3명은 국회의 추천을 받아 대통령이 임명한다. 위원의 임기는 3년이며 한 차례 연임이 가능하다.
회의는 위원장이 단독으로 또는 2명 이상의 위원의 요구로 소집되며 의결은 재적위원 과반수의 찬성으로 한다. 실무적인 자문이나 사전검토 등을 위해 전문위원회나 특별위원회를 둘 수 있으며 위원회의 사무를 처리하기 위해 사무처를 둔다.
| 국                     | 담당관실·과                                                                                                |
| 위원장 산하 하부조직   | 위원장 산하 하부조직                                                                                       |
| ---------------------- | --- |
| 대변인실               | 정책홍보팀ㆍ디지털소통팀                                                                                   |
| 사무처장 산하 하부조직 | |
| 기획조정관실           | 혁신기획담당관실ㆍ행정법무담당관실ㆍ국제협력담당관실                                                       |
|                        | 운영지원과                                                                                                 |
| 방송정책국             | 방송정책기획과ㆍ지상파방송정책과ㆍ방송지원정책과ㆍ지역미디어정책과                                         |
| 이용자정책국           | 이용자정책총괄과ㆍ인터넷이용자정책과ㆍ통신시장조사과ㆍ이용자보호과ㆍ디지털유해정보대응과ㆍ단말기유통조사팀 |
| 방송기반국             | 방송기반총괄과ㆍ방송광고정책과ㆍ편성평가정책과ㆍ미디어다양성정책과ㆍ방송시장조사과                         |

### 소속기관
- 위원장의 관장 사무를 지원하는 기관
  - 방송통신사무소

### 소속 자문위원회
| 위원회명                   | 주관부처       | 설치근거                                     | 비고 |
| -------------------------- | -------------- | -------------------------------------------- | ---- |
| 남북방송통신교류추진위원회 | 방송통신위원회 | 방송통신발전기본법 제22조의2                 |      |
| 미디어다양성위원회         | 방송통신위원회 | 방송법 제35조의4                             |      |
| 방송광고균형발전위원회     | 방송통신위원회 | 방송광고판매대행 등에 관한 법률 제23조       |      |
| 방송분쟁조정위원회         | 방송통신위원회 | 방송법 제35조의3                             |      |
| 방송시장경쟁상황평가위원회 | 방송통신위원회 | 방송법 제35조의5                             |      |
| 방송평가위원회             | 방송통신위원회 | 방송법 제31조                                |      |
| 보편적시청권보장위원회     | 방송통신위원회 | 방송법 제76조의2                             |      |
| 시청자권익보호위원회       | 방송통신위원회 | 방송법 제35조                                |      |
| 위치정보심의위원회         | 방송통신위원회 | 위치정보의보호 및 이용 등에 관한 법률 제36조 |      |
| 지역방송발전위원회         | 방송통신위원회 | 방송법 제42조의2                             |      |

## 정원
방송통신위원회에 두는 공무원의 정원은 다음과 같다.
| 총계          | 총계              | 234명 |
| ------------- | ----------------- | ----- |
| 정무직 계     | 정무직 계         | 5명   |
|               | 위원장            | 1명   |
|               | 부위원장          | 1명   |
|               | 상임위원          | 3명   |
|               |                   |       |
| 별정직 계     | 별정직 계         | 1명   |
|               | 6급 상당 이하     | 1명   |
|               |                   |       |
| 일반직 계     | 일반직 계         | 227명 |
|               | 고위공무원단      | 6명   |
|               | 3급 이하 5급 이상 | 110명 |
|               | 6급 이하          | 109명 |
|               | 전문경력관        | 2명   |
|               |                   |       |
| 경찰공무원 계 | 경찰공무원 계     | 1명   |
|               | 경정 이하         | 1명   |

## 재정
총수입·총지출 기준 2023년 재정 규모는 다음과 같다.
| 구분     | 세입예산         | 작년 대비 증감 |
| -------- | ---------------- | -------------- |
| 일반회계 | 305억 8,400만 원 | -1.69%         |
|          |                  |                |
| 합계     | 305억 8,400만 원 | -1.69%         |

| 구분     | 구분     | 세출예산         | 작년 대비 증감 |
| -------- | -------- | ---------------- | -------------- |
| 일반회계 | 방송통신 | 493억 2,300만 원 | -2.83%         |
|          |          |                  |                |
| 합계     | 합계     | 493억 2,300만 원 | -2.83%         |

## 종합편성 방송 채널 승인
2010년 12월 31일 최시중 위원장은 조선일보, 중앙일보, 동아일보와 매일경제신문을 종합편성 방송 채널을 승인하였다. 그러나 이 결정은 대한민국의 대중매체에 악영향을 줄 우려가 있다는 지적이 나왔다. 
최영묵 성공회대학교 신문방송학과 교수는 "어떤 셈법을 동원해 봐도 이번 종편사업자 선정은 원천무효"라며 "날치기한 위헌적 법률에 근거하여 사업자를 허가하였고, 방통위에서 납입자본금 규모 설정 등을 통해 미디어 경영에 접근할 수 있는 국민의 기본권을 부당하게 침해했다는 점에서 잘못된 행정행위라는 것이다"라고 강하게 비난하였다. 김재영 충남대학교 언론정보학과 교수는 "종편 채널은 가히 ‘미디어계의 4대강 사업’이다. 정치논리를 빼곤 추진 동기가 석연치 않고, 긍정적 효과는 찾기 힘들고 폐해만 예견된다"라고 비판하였다. 보수주의자인 이상돈 중앙대학교 법학전문대학원 교수도 "국영방송은 국영방송대로 정권이 장악하고 나머지는 알아서 경쟁해서 살아남으라는 정부도 정부이지만, 그런 상황을 감수하고 불나방처럼 뛰어든 신문사들의 용기가 가상하다"라고 종합편성을 반대하였다.

### 인터넷 검열 논란
2010년 12월 21일 "한반도에 긴장상황이 발생하면 포털업체들로 하여금 게시판이나 카페·블로그에 올려진 글에 대한 모니터링을 강화하고, 정부기관이 허위라고 신고한 글은 방통심의위 심의 절차를 거치지 않고 바로 삭제할 수 있도록 하는 내용의 '매뉴얼'을 만들고 있다"라고 발표하여 인터넷 검열 논란을 제기하였다.

### 통신사와 유착
방통위 출신들이 퇴직 후 통신사와 관련 단체에 포진해 방통위와 연관된 대외협력 업무를 하고 있다. KT회장과 부사장, LG유플러스 부회장과 부사장 등이 방통위 또는 방통위 전신인 정보통신부 장관 출신이거나 출신이었으며, 한국통신사업자연합회(KTOA)와 한국정보통신진흥협회(KAIT) 등 이통사 이익단체에 미래부나 방통위 출신 공무원들이 임원으로 재취업하고 있다. 방송통신위원회 출신 고위 공무원들이 이동통신업계 입장을 대변하는 이익단체의 요직에 ‘낙하산’으로 재취업하고 있다.

### 비판
2010년 5월 3일 한국일보는 "지평선(주제: 미드 열풍)"에서 방통위와 방통심의위를 "방통 융합과 게임산업 진흥 등 성장 논리에만 매몰되고 음란, 폭력적 장면에서 어린이를 대처할 수단도 없는 정부"로 표현했다.
2011년 1월 24일 서울시 중구에서 개최된 '방송통신위원회 3년 평가' 토론회에서 긍정적인 평가를 받지 못하였다. 방통위의 3년의 업적을 공영방송은 관영방송으로의 격변과 인터넷 정보화의 미집중으로 비판하였다.

## 같이 보기
- 방송통신위원회 위원장
- 방송통신위원회 부위원장
- 방송통신위원회 상임위원
- 한국방송광고진흥공사
- 방송통신심의위원회
- 정보통신정책연구원
- 한국인터넷진흥원

### 내용주
1. ↑  2025년 7월 31일까지 존속하는 한시조직.
2. ↑  2025년 3월 31일까지 존속하는 한시조직.
3. ↑  개방형 직위.
4. ↑  2024년 5월 31일까지 존속하는 한시조직.

### 참조주
1. 1 2  「방송통신위원회와 그 소속기관 직제」 별표 1의2
2. 1 2  기획재정부. “열린재정 > 재정연구분석 > 재정분석통계 > 예산편성현황(총수입)”. 《열린재정》. 2023년 1월 5일에 확인함.
3. 1 2  기획재정부. “열린재정 > 재정연구분석 > 재정분석통계 > 세목 예산편성현황(총지출)”. 《열린재정》. 2023년 1월 5일에 확인함.
4. ↑  법률 제3347호
5. ↑  법률 제8867호
6. ↑  법률 제11690호 및 법률 제11711호
7. ↑  김종목; 최희진 (2010년 12월 31일). “종편 선정 '조·중·동 방송' 출현”. 《한겨레》. 2011년 3월 12일에 확인함.
8. ↑  최영묵 (2011년 1월 2일). “[시론] 종편사업자 선정은 원천무효다”. 《경향신문》. 2011년 3월 12일에 확인함.
9. ↑  김재영 (2011년 1월 2일). “[시론] 종편은 미디어계의 4대강 사업이다”. 《한겨레》. 2011년 3월 12일에 확인함.
10. ↑  김재섭 (2010년 12월 22일). “[단독] 정부, '긴장상황'때 인터넷글 무단삭제 추진”. 《한겨레》. 2011년 1월 8일에 확인함.
11. ↑  정선미 (2013년 3월 14일). “방통위가 이통3사만 바라보는 이유는”. 《조선일보》. 2019년 8월 23일에 원본 문서에서 보존된 문서. 2019년 8월 24일에 확인함.
12. ↑  안하늘 (2016년 10월 13일). “"이통사 관련 협회에 미래부·방통위 고위 공무원 낙하산"”. 《아시아경제》. 2019년 8월 24일에 확인함.
13. ↑  김원진 (2016년 10월 13일). “'관피아 척결' 말뿐...미래부·방통위 고위 공무원들, 이익단체 '낙하산' 여전”. 《경향신문》. 2019년 8월 24일에 확인함.
14. ↑  고재학 (2010년 5월 3일). “[지평선/5월 4일] '미드' 열풍”. 《한국일보》. 2011년 5월 10일에 확인함.
15. ↑  곽상아 (2011년 1월 24일). “방통위 3년… "방송통제위원회" "통신불구위원회"”. 《미디어스》. 2011년 3월 12일에 확인함.